# فؤاد إبراهيم (كاتب)
فؤاد إبراهيم كاتب وصحافي سعودي مقيم في المملكة المتحدة. حائز دكتوراه في الدراسات الشرقية والشرق أوسطية من كلية الدراسات الشرقية والأفريقية، جامعة لندن. صدر له عن دار الساقي «الشيعة في السعودية» بالعربية والإنكليزية و«السلفية الجهادية في السعودية».